# René-Pierre Azria
 (avril 2025).
René-Pierre Azria est un homme d'affaires et philanthrope français.

## Biographie
Il a été directeur général de la coentreprise Blackstone-Indosuez et président de Financière Indosuez Inc. à New York,,.
Le journal les Échos le décrit comme « spécialiste des fusions-acquisitions à plusieurs milliards des deux côtés de l'Atlantique ».
Il est le fondateur de Tegris LLC, une banque d’investissement privée à New York.

## Philanthropie
Il reçoit le prix Herbert Lehman de l'American Jewish Committee.